# 冠鴞
冠鴞（學名Lophostrix cristata）是一種貓頭鷹，是冠鴞屬下的唯一物種。
冠鴞分佈在伯利茲、玻利維亞、巴西、哥倫比亞、哥斯達黎加、厄瓜多爾、薩爾瓦多、法屬圭亞那、瓜地馬拉、圭亞那、洪都拉斯、墨西哥、尼加拉瓜、巴拿馬、秘魯、蘇利南及委內瑞拉。它們棲息在亞熱帶或熱帶的潮濕低地森林或山區森林。
在亞馬遜盆地可以見到冠鴞，但西北部則除外。

## 外部連結
- Internet Bird Collection Archive.today的存檔，存档日期2013-01-03
- VIERO （页面存档备份，存于）